# Ени Рукајерви
Ени Рукајерви (Кусамо 13. мај 1990) је финска сноубордерка. Такмичи се у дисциплинама слоупстајл и биг ер. На Зимским олимпијским играма у Сочију 2014. освојила је сребро, а у Пјонгчангу 2018. бронзу у дисциплини слоупстајл. Светска првакиња постала је у слоупстајлу 2011, а сребро има у дисциплини биг ер из 2017. Три медаље има са Зимских игара екстремних спортова.